# 노브고로드의 서

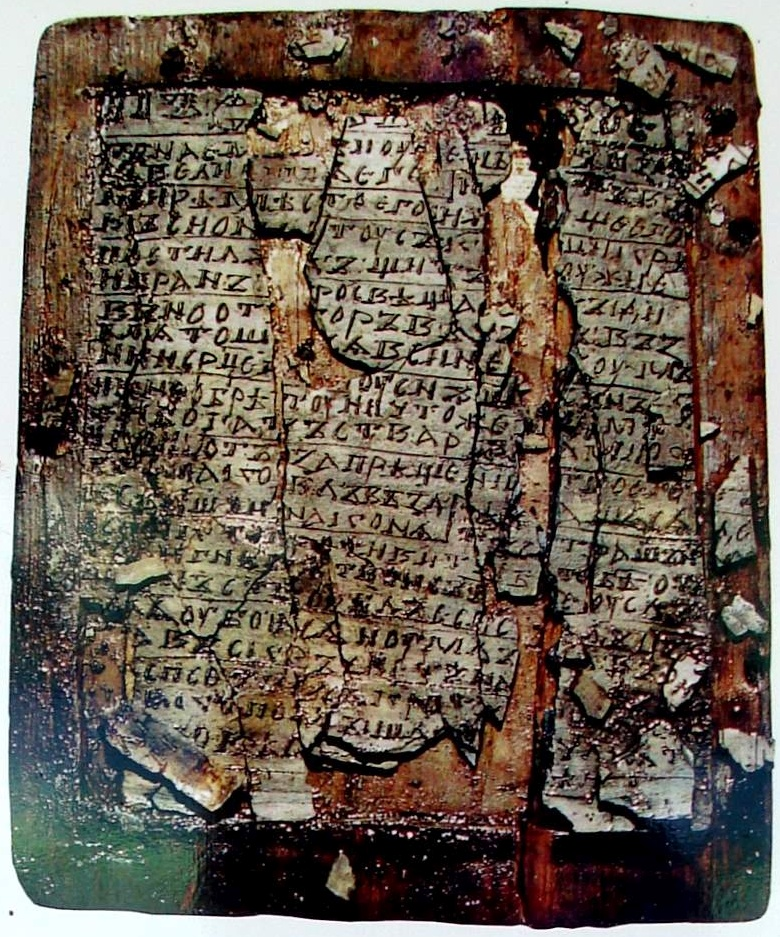

노브고로드의 서(러시아어: Новгородский кодекс 노브고로드츠키 코덱스[*])는 루스인의 서적 유물로서 가장 오래된 것이다. 2000년 7월 13일 노브고로드에서 발굴되었다.
연륜연대학, 방사성 탄소 연대 측정법, 그리고 책 자체의 내용(999년이 여러 차례 언급됨)으로 미루어 볼 때 그전까지 가장 오래된 동슬라브족 문헌이었던 오스트로미르의 복음서보다 앞선다는 것이 밝혀졌다.
책 내용은 시편 75장과 76장의 사본이다.

## 같이 보기
- 팔림프세스트